# Handschrifterkennung
Handschrifterkennung ist eine Form der Mustererkennung, bei der handschriftlich geschriebene Zeichen oder Wörter erkannt werden sollen. Dabei werden unterschieden:
- Online-Handschrifterkennung (z. B. mit einem aktiven Eingabestift): die Information, wie ein Wort geschrieben wurde, also in welcher Reihenfolge die Striche gezogen wurden, kann zur Erkennung benutzt werden
- Offline-Handschrifterkennung (meist auf Papier oder eingescannt): nur das Endprodukt liegt als Bild vor, es gibt keine Information über die Entstehungs-Reihenfolge.

Daher ist die Offline-Handschrifterkennung ein Teilgebiet der Texterkennung, die Online-Handschrifterkennung jedoch nicht.

## Allgemeine Funktionsweise
Ein Handschrifterkenner kann verschiedene Schritte zur Schrifterkennung nutzen:
- Vorverarbeitung: Das Entfernen von überflüssigen (zu hohe Auflösung) oder sogar fehlerhaften Informationen (Bildfehler)
- Segmentierung: Das Zerlegen der Eingabe in kleinere Teile, wie z. B. das Zerlegen von Wörtern in Buchstaben oder von Zahlen in Ziffern
- Feature-Extraktion bzw. Generierung: Aus den vielen kleinen Informationen werden weniger, dafür jedoch wichtigere Informationen generiert. So kann in der online-Handschrifterkennung aus den vielen Informationen, wo zu welchem Zeitpunkt der Stift war, die Information generiert werden, welche Krümmung die Schriftkurve in verschiedenen Punkten hat.

In einem weiteren Schritt werden dann mit Techniken des maschinellen Lernens die Zeichen erkannt. Dieser Schritt kann z. B. auch fehlende oder falsche Zeichen und Zeichenreihenfolgen in den Zeichen in der Schreibweise erkennen, z. B. „Schrebweise“, „Schriebweise“ oder „Schreipweise“ (siehe auch N-Gramm angewendet auf einzelne Zeichenketten).

## Entwicklungsgeschichte
Eines der ersten Handschrifterkennungsverfahren, LeNet, entwickelt von Yann LeCun, entstand parallel zur Entwicklung einer der ersten Convolutional Neural Networks und diente ursprünglich der Erkennung von Postleitzahlen durch den US Postal Service.
Wegen seiner Einschränkung bei der Anzahl von Output-Variablen wurde es jedoch rasch von neueren CNNs abgelöst, wie z. B. von AlexNet.

## Online-Handschrifterkennung
Online-Handschrifterkennung benötigt bereits beim Schreiben einen Touchbildschirm oder ein anderes digitales Gerät zum Aufzeichnen der Schrift. Dabei können verschiedene Eingabegeräte wie Smartphones und Tablets mit Fingern bzw. Eingabestiften oder auch Grafiktabletts eingesetzt werden. Sie liefern die Information, wo sich der Eingabestift befindet. Manche Geräte liefern diese Information auch dann, wenn sich der Stift nicht auf dem Touchscreen befindet, sondern nur darüber ist.
Je nach verwendeter Technologie wird zusätzlich zu den {\displaystyle (x,y)}-Koordinaten der Eingabe auch noch die Information geliefert, wie viel Druck ausgeübt wurde.
Online-Handschrifterkennung ist momentan noch deutlich weniger verbreitet als Offline-Handschrifterkennung.
Online-Handschrifterkennung wird seit den 1950er Jahren wissenschaftlich untersucht. (1958 wurde mit dem „Stylator“ das erste Gerät vorgestellt, mit dem die Aufnahme von On-line-Informationen bzgl. der Handschrifterkennung möglich war.)
Die Vorverarbeitung in der Online-Handschrifterkennung kann viele verschiedene Schritte beinhalten:
- das Finden und Eliminieren „wilder Punkte“, also von Punkten, die durch Hardwarefehler entstehen.
- das Interpolieren der gemessenen Punkte sowie damit verbunden das Neuberechnen von Punkten.
- das Skalieren und Verschieben der Eingabe.
- das Finden einer Basislinie und gegebenenfalls das Korrigieren der Schrift, sodass sie auf einer geraden Basislinie liegt.
- das Finden und gegebenenfalls das Korrigieren der Neigung der Buchstaben.

## Offline-Handschrifterkennung
Die Offline-Handschrifterkennung hat zahlreiche Anwendungsgebiete wie die Schrifterkennung auf Formularen, Überweisungsbelegen und Adressen auf Briefen.

## Forschung
Die Handschrifterkennung hat eine aktive Gemeinschaft, welche diese studiert. Es gibt verschiedene Konferenzen wie die ICFHR oder die ICDAR, welche dieser dienen.